# Sowczyce
Sowczyce (deutsch Schoffschütz, auch Schoffczütz) ist eine Ortschaft in Oberschlesien. Sie liegt in der Stadt-und-Land-Gemeinde Olesno (Rosenberg O.S.) im Powiat Oleski in der Woiwodschaft Opole (Oppeln).

## Geographie

### Geographische Lage
Sowczyce liegt im nordöstlichen Teil Oberschlesiens im Rosenberger Land. Das Dorf Sowczyce liegt rund sieben Kilometer südöstlich der Kreisstadt Olesno und etwa 54 Kilometer nordöstlich der Woiwodschaftshauptstadt Opole.
Der Ort liegt in der Wyżyna Woźnicko-Wieluńska (Woischnik-Wieluń Hochland) innerhalb der Obniżenie Liswarty (Lisswarther Senke). Sowczyce ist umgeben von weitläufigen Waldgebieten. Durch das Dorf verläuft die Landesstraße Droga krajowa 11. Sowczyce liegt an der Bahnstrecke Lubliniec–Kluczbork.

### Ortsteil
Ortsteil von Sowczyce ist der Weiler Bieńskie (Wladesruh).

### Nachbarorte
Nachbarorte von Sowczyce sind im Nordwesten Grodzisko (Grötsch), im Südosten Łomnica (Lomnitz) und im Südwesten Wysoka (Wyssoka).

## Geschichte

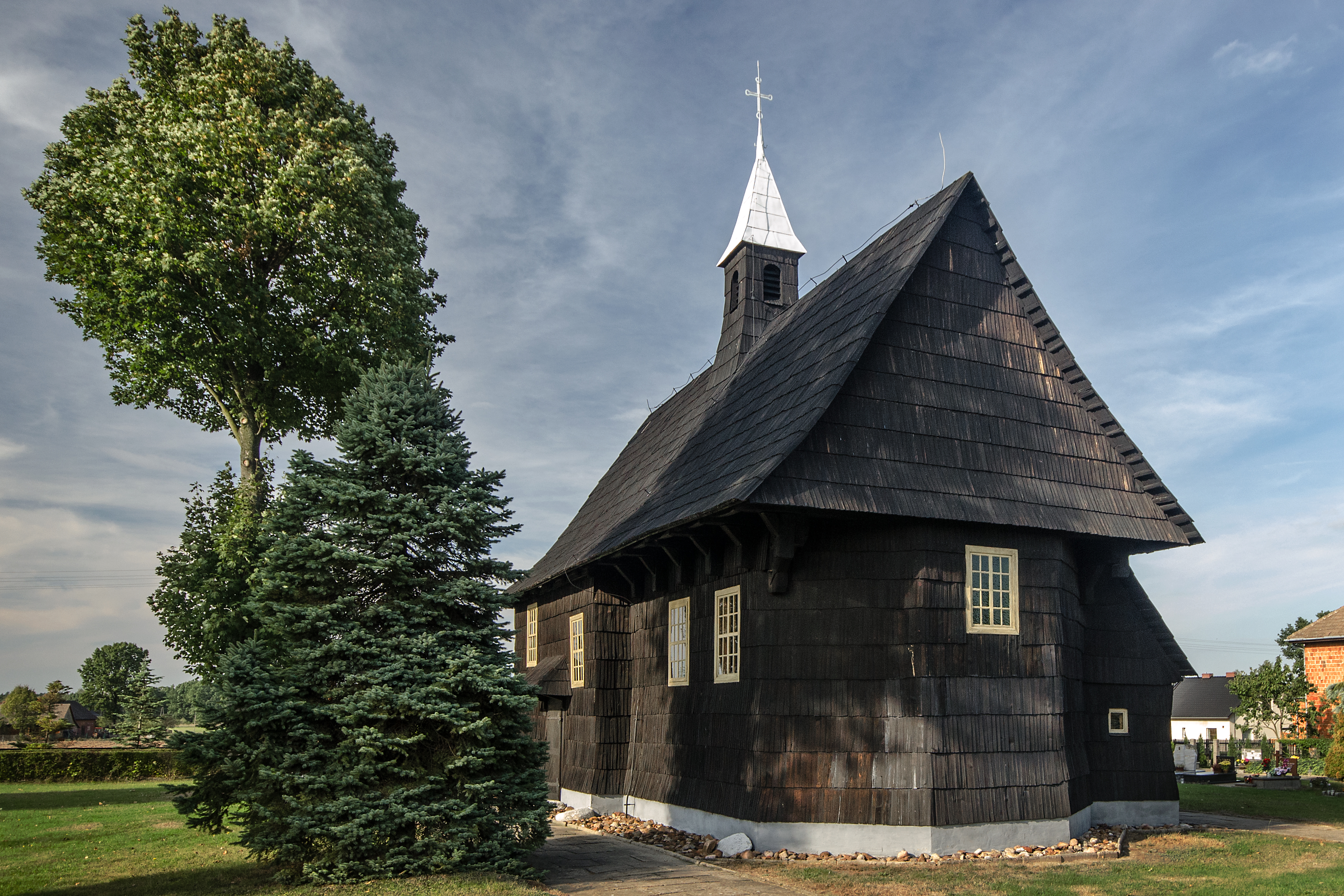
Die Schrotholzkirche

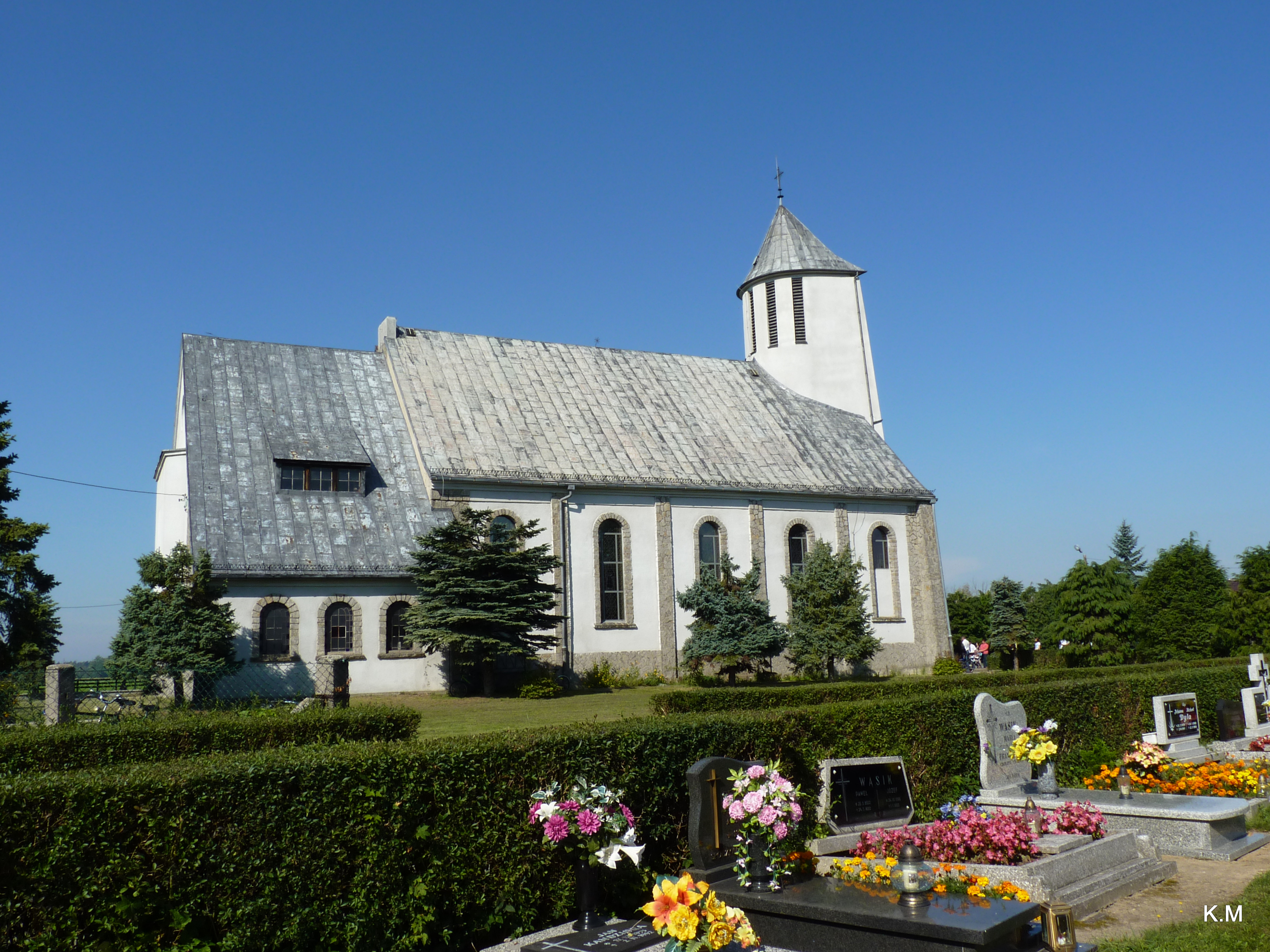
Die Antoniuskirche

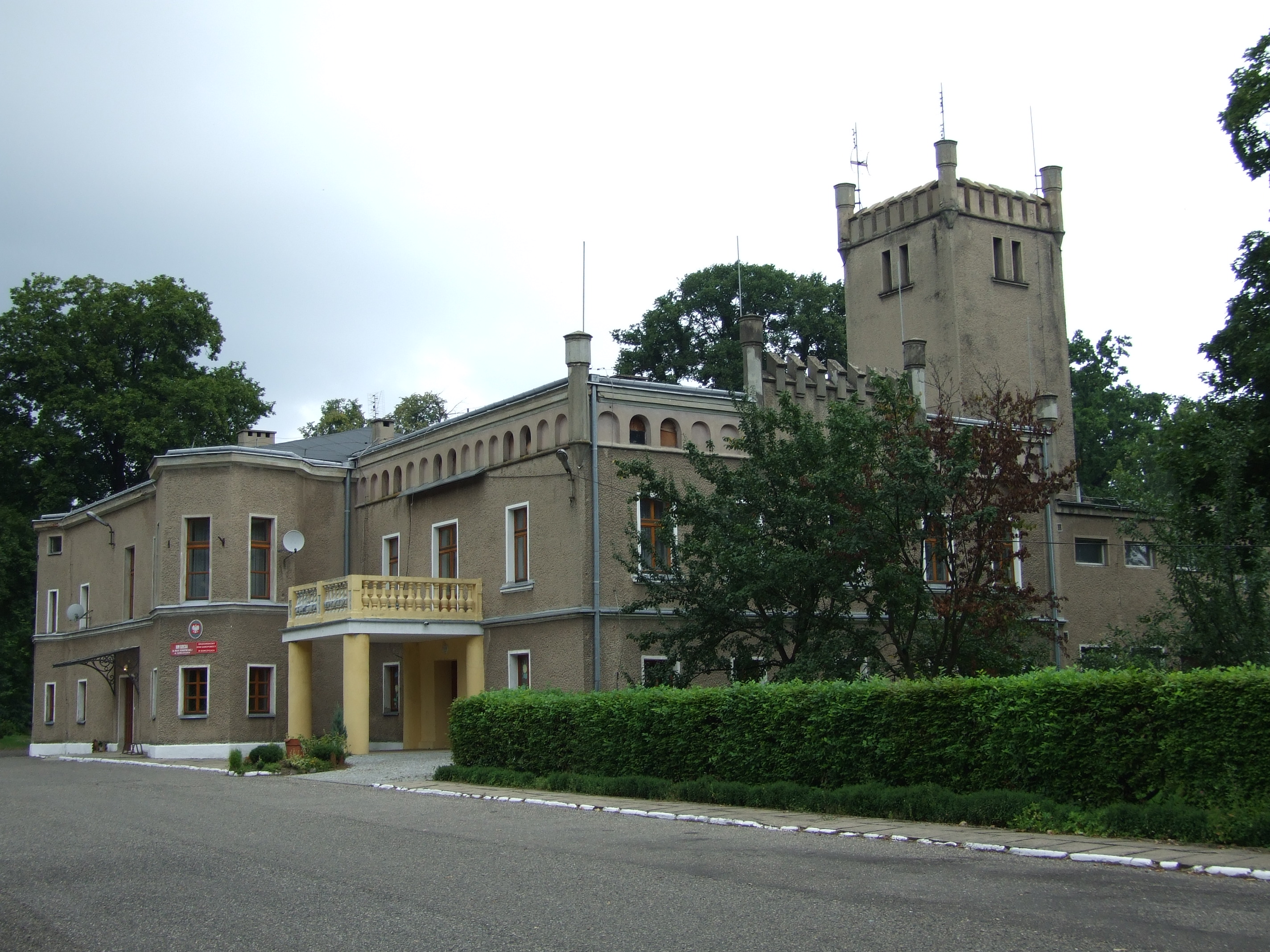
Schloss Schoffschütz, heute Kinderheim

Das Dorf wurde 1424 erstmals als Sowczicz urkundlich erwähnt. Der Ortsname leitet sich vom slawischen Begriff Sowa (dt. Eule) ab und bedeutet in etwa Eulendorf.
Nach dem Ersten Schlesischen Krieg 1742 fiel Schoffschütz mit dem größten Teil Schlesiens an Preußen. Der Ort wurde 1783 im Buch Beyträge zur Beschreibung von Schlesien als Schofzi(t)z erwähnt, gehörte einem Grafen von Gessler und lag im Kreis Rosenberg des Fürstentums Oppeln. Damals hatte er 395 Einwohner, ein herrschaftliches Vorwerk, eine Mühle, 18 Bauern, 18 Gärtner und fünf Häusler.
Nach der Neuorganisation der Provinz Schlesien gehörte die Landgemeinde Schoffschütz ab 1816 zum Landkreis Rosenberg O.S. im Regierungsbezirk Oppeln. 1845 bestanden im Dorf ein Schloss, ein Vorwerk, eine Försterei, eine katholische Schule, eine Brennerei und 81 Häuser. Im gleichen Jahr lebten in Schoffschütz 599 Menschen, davon 12 evangelisch. 1865 bestand Schoffczitz aus einem Dominium und einem Dorf. Das Dorf hatte zu diesem Zeitpunkt 18 Bauern, zwölf Gärtner, 28 Häusler und einen Schmied, sowie eine katholische Schule. Zum Dominium gehörten eine Brennerei, eine Rossmühle und eine Ziegelei. 1874 wurde der Amtsbezirk Schoffschütz gegründet, welcher aus den Landgemeinden  Lomnitz, Schoffczütz und Tellsruh und den Gutsbezirken Lomnitz und Schoffczütz bestand. Erster Amtsvorsteher war der Rittergutsbesitzer und Major Graf Geßler. 1885 zählte Schoffschütz 516 Einwohner.
Bei der Volksabstimmung in Oberschlesien am 20. März 1921 stimmten 117 Wahlberechtigte für einen Verbleib Oberschlesiens bei Deutschland und 233 für eine Zugehörigkeit zu Polen. Auf Gut Schoffschütz stimmten 176 für Deutschland und 51 für Polen. Schoffschütz verblieb nach der Teilung Oberschlesiens beim Deutschen Reich. 1925 lebten 929, 1939 wiederum 687 Menschen im Ort. Bis 1945 befand sich der Ort im Landkreis Rosenberg O.S.
1945 kam der bis dahin deutsche Orte unter polnische Verwaltung und wurde anschließend der Woiwodschaft Schlesien angeschlossen und am 15. März 1947 ins polnische Sowczyce umbenannt. 1950 kam der Ort zur Woiwodschaft Oppeln und 1975 zur Woiwodschaft Tschenstochau. 1999 kam der Ort zum wiedergegründeten Powiat Oleski und wieder zur Woiwodschaft Oppeln.

## Sehenswürdigkeiten
- Die römisch-katholische Schrotholzkirche St. Antonius (poln. Kościół św. Antoniego Padewskiego) wurde im Jahr 1586 errichtet. 1917 wurde das Kirchengebäude aus Lomnitz nach Schoffschütz transloziert. Ursprünglich gehörte zur Kirche ein steinerner Turm dazu. Zwischen 1983 und 1984 wurde das Gebäude grundlegend saniert. Das Gotteshaus besitzt einen rechteckig eingezogenen Chor mit Sakristei, ein Satteldach und einen rechteckigen Dachreiter über dem Langhaus. Die Dächer und Wände sind verschindelt. Der Innenraum besitzt eine barocke Ausstattung, darunter einen hölzernen Altar aus dem 17. Jahrhundert, eine Kanzel mit Flachrelief und eine Kreuzwegstation von 1849.[10]
- Zwischen 1962 und 1966 wurde eine steinerne moderne Antoniuskirche in direkter Nachbarschaft erbaut.
- Das Schloss Schoffschütz wurde Ende des 19. Jahrhunderts im neogotischen Stil erbaut. Den Zweiten Weltkrieg überstand das Schloss fast unbeschadet. 1951 wurde im Schloss ein Waisenhaus eingerichtet. Durch Renovierungen in den 1960er Jahren wurde ein Großteil der originalen Einrichtung und Dekoration zerstört.[11]
- Direkt angrenzend befindet sich der Schlosspark.

## Vereine
- Freiwillige Feuerwehr OSP Sowczyce.